# Station Gilberdyke
Gilberdyke is een spoorwegstation van National Rail in Gilberdyke, East Riding of Yorkshire in Engeland. Het station is eigendom van Network Rail en wordt beheerd door Northern Rail. Het station is geopend in 1840.